# Wo ai ni, Zhongguo
Wo ai ni, Zhongguo (vereenvoudigd Chinees: 我爱你，中国; traditioneel Chinees: 我愛你，中國; pinyin: Wǒ ài nǐ, Zhōngguó), in het Nederlands Ik hou van jou, China is een Chinees vaderlandslievend lied. Het is geschreven door Qu Cong en de muziek is gecomponeerd door Zheng Qiufeng. Het lied was oorspronkelijk geschreven voor de Chinese film Haiwai  chizi uit 1979.

## Vereenvoudigd Chinees
百灵鸟从蓝天飞过:
”我爱你，中国！”
我爱你，中国，
我爱你，中国，
我爱你春天蓬勃的秧苗，
我爱你秋日金黄的硕果，
我爱你青松气质，
我爱你红梅品格，
我爱你家乡的甜蔗，
好像乳汁滋润着我的心窝。
我爱你，中国，
我爱你，中国，
我要把最美的歌儿献给你，
我的母亲，
我的祖国。
我爱你中国，
我爱你，中国，
我爱你碧波滚滚的南海，
我爱你白雪飘飘的北国。
我爱你森林无边，
我爱你群山巍峨。
我爱你淙淙的小河，
荡着清波从我的梦中流过。
我爱你，中国，
我爱你，中国，
我要把美好的青春献给你，
我的母亲，
我的祖国。
啊……
啊……
我要把美好的青春献给你，
我的母亲，
我的祖国。

## Traditioneel Chinees
百靈鳥從藍天飛過:
”我愛你，中國！”
我愛你，中國，
我愛你，中國，
我愛你春天蓬勃的秧苗，
我愛你鞦日金黃的碩果，
我愛你青鬆氣質，
我愛你紅梅品格，
我愛你家鄉的甜蔗，
好像乳汁滋潤著我的心窩。
我愛你，中國，
我愛你，中國，
我要把最美的歌兒獻給你，
我的母親，
我的祖國。
我愛你中國，
我愛你，中國，
我愛你碧波滾滾的南海，
我愛你白雪飄飄的北國。
我愛你森林無邊，
我愛你群山巍峨。
我愛你淙淙的小河，
蕩著清波從我的夢中流過。
我愛你，中國，
我愛你，中國，
我要把美好的青春獻給你，
我的母親，
我的祖國。
啊……
啊……
我要把美好的青春獻給你，
我的母親，
我的祖國。

## Pinyin
Bǎilíng niǎo cóng lántiān fēiguò:
” Wǒ ài nǐ, zhōngguó!”
Wǒ ài nǐ, zhōngguó,
wǒ ài nǐ, zhōngguó,
wǒ ài nǐ chūntiān péngbó de yāngmiáo,
wǒ ài nǐ qiū rì jīnhuáng de shuòguǒ,
wǒ ài nǐ qīngsōng qìzhí,
wǒ ài nǐ hóng méi pǐngé,
wǒ ài nǐ jiāxiāng de tián zhè,
hǎoxiàng rǔzhī zīrùnzhe wǒ de xīnwō.
Wǒ ài nǐ, zhōngguó,
wǒ ài nǐ, zhōngguó,
wǒ yào bǎ zuìměi de gē er xiàn gěi nǐ,
wǒ de mǔqīn,
wǒ de zǔguó.
Wǒ ài nǐ zhōngguó,
wǒ ài nǐ, zhōngguó,
wǒ ài nǐ bìbō gǔngǔn de nánhǎi,
wǒ ài nǐ báixuě piāo piāo de běiguó.
Wǒ ài nǐ sēnlín wúbiān,
wǒ ài nǐ qún shān wéi'é.
Wǒ ài nǐ cóng cóng de xiǎohé,
dàngzhe qīng bō cóng wǒ de mèng zhōngliúguò.
Wǒ ài nǐ, zhōngguó,
wǒ ài nǐ, zhōngguó,
wǒ yào bǎ měihǎo de qīngchūn xiàn gěi nǐ,
wǒ de mǔqīn,
wǒ de zǔguó.
A……
a……
wǒ yào bǎ měihǎo de qīngchūn xiàn gěi nǐ,
wǒ de mǔqīn,
wǒ de zǔguó.

## Vertaling
Een leeuwerik vliegt door de blauwe hemel
ik hou van jou, China
ik hou van jouw mooie oogsten in de lente
ik hou van jouw gouden vruchten in de herfst
ik hou van jouw temperament van groene pijnbomen
ik hou van jouw karakter van rode pruimbloesems
Ik hou van het suikerriet dat in jouw jiaxiang groeit
dat mij voedt alsof het melk was.
ik hou van jou, China
ik zing het mooiste lied voor jou
mijn moederland
mijn thuisland
ik hou van jou, China
ik hou van jouw blauwe golven die in de Zuid-Chinese zee rollen
ik hou van jouw witte sneeuw die over het noordelijke land zakt
ik hou van jouw eindeloze bossen
ik hou van jouw grandioze bergen
ik hou van jouw levendige rivieren
dat door mijn droomland met schone druppels zweeft.
ik hou van jou, China
ik moet mijn jonge schoonheid aan jou geven
mijn moederland
mijn thuisland